# CHECK-IN
 (octobre 2012).
Albums de Passpo
TAKE☆OFF
(08 décembre 2010) One World
(14 novembre 2012)
CHECK-IN est le deuxième album de Passpo☆, le premier sous le label Universal Music Japan. Il est sorti le 7 décembre 2011.

## Historique
CHECK-IN, annoncé le 16 octobre 2011, est le deuxième album, le premier en major de Passpo☆, paru le 7 décembre 2011 au Japon.
Trois versions sont disponibles, une version normale et deux versions limitées (A et B) :
- La version normale contient quinze chansons dont trois singles.
- La version limitée A est accompagnée d'un mini-album photos en plus de l'album de l'édition normale.
- La version limitée B propose en plus de l'album, un DVD qui contient un extrait du concert du 16 juillet 2011 donné au SHIBUYA-AX. En outre, une seconde piste audio contient les commentaires de Mori Shiori, Iwamura Natsumi et Tamai Anna.

## Liste des pistes
| 1.  | Boarding                       |  |  | 01:19 |
| 2.  | 少子飛行(Shoujo Hikou)         |  |  | 03:32 |
| 3.  | キス=スキ                      |  |  | 03:46 |
| 4.  | Hello                          |  |  | 04:01 |
| 5.  | Street Fighter                 |  |  | 03:34 |
| 6.  | Turn Round                     |  |  | 03:56 |
| 7.  | マテリアルGirl (Material Girl) |  |  | 03:37 |
| 8.  | ウハイ！(Uhai!)                |  |  | 03:39 |
| 9.  | Starting Over                  |  |  | 04:34 |
| 10. | ViVi夏 (ViVi Natsu)            |  |  | 04:45 |
| 11. | じゃあね... (Jaane...)         |  |  | 04:07 |
| 12. | ハカナ (Hakana)                |  |  | 03:54 |
| 13. | Rock Da Week                   |  |  | 03:09 |
| 14. | See You Again                  |  |  | 05:07 |
| 15. | 晴れるよ (Hareruyo)            |  |  | 04:03 |

| 1. | ViViって夏しちゃっていいんでＳＫＹ！？in SHIBUYA-AX ダイジェスト版2011年7月16日 (ViVi tte natsu shichatte iin de SKY?! in SHIBUYA-AX Digest Han 2011/07/16) |                                                                           |  | 10:05 |
| 2. | オーディオコメンタリー (Oodio komentarii / Commentaire audio)                                                                                               | 森詩織 (Mori Shiori) / 岩村捺未 (Iwamura Natsumi) / 玉井杏奈 (Tamai Anna) |  | 10:05 |

## Référence
1. ↑  CHECK-IN annoncé officiellement le 16 octobre sur le site officiel d'Universal Music Japan